# 草埔尾
草埔尾，是台灣新北市淡水區的一個地名，位於該區中部偏東北，範圍大致與中和里相近。

## 歷史
台灣清治末期至日治前期，草埔尾地區為一街庄，稱為「草埔尾庄」，隸屬於芝蘭三堡。該庄東北與後厝庄、錫板庄為鄰，東南與土地公埔庄、新庄仔庄為鄰，西南邊為蕃薯藔庄，西北邊為灰磘仔庄、大屯庄。
1901年（明治三十四年）11月，該庄隸屬於臺北廳，編入第二十八區。1906年（明治三十九年）1月，第二十五區、二十七區的部分街庄及第二十八區的全部街庄合併為「興化店區」，該庄屬之。1920年（大正九年），該庄改制為草埔尾大字，隸屬於臺北州淡水郡淡水街。
戰後，淡水街改制為淡水鎮，隸屬於臺北縣，大字亦改制為里。2010年12月，臺北縣升格為新北市，淡水鎮亦改制為淡水區。

## 交通
鄉道北12線大致以東南－西北走向經過草埔尾地區南部，往東南可前往新庄仔庄的北新庄子，往西可前往灰磘仔庄的番子田。

## 學校
- 中泰國小